# چیزی جدید (آلبوم چندآهنگه)
چیزی جدید (انگلیسی: Something New) سومین آلبوم چندآهنگه و در کل چهارمین آلبوم از خوانندهٔ کره‌ای، ته‌یئون است. این آلبوم در تاریخ ۱۸ ژوئن ۲۰۱۸، توسط اس.ام. انترتینمنت منتشر شد و شامل شش قطعه، از جمله آهنگ اصلی به نام، «چیزی جدید» است.

## پیش‌زمینه و انتشار
در ۱۲ ژوئن ۲۰۱۸، کمپانی اس.ام. تاریخ انتشار این آلبوم را اعلام کرد. این اولین آلبوم کوتاه ته‌یئون بعد از آخرین آلبومش در دسامبر ۲۰۱۷ بود. در تاریخ ۱۴ ژوئن ۲۰۱۸، تیزر موزیک ویدیوی آهنگ «چیزی جدید» منتشر شد و به دلیل فیلمبرداری‌ش مورد توجه قرار گرفت.

## لیست آهنگ
اطلاعات از ناور گرفته شده‌است.
| شماره      | نام                                       | سراینده      | آهنگساز                                                        | تنظیم                 | مدت   |
| ---------- | ----------------------------------------- | ------------ | -------------------------------------------------------------- | --------------------- | ----- |
| ۱.         | «چیزی جدید»                               | جی یو-ری     | دم جوینتز میسی مالوی رایان اس. جوهون                           | دم جوینتز یو یانگ-جین | ۳:۲۰  |
| ۲.         | «تمام طول شب» (با همراهی لوکاس از ان‌سی‌تی) | کنزی         | کنزی مایکل وودز کوین وایت MZMC یینت کلودت مندز                 | رایس اند پیز          | ۳:۴۲  |
| ۳.         | «바람 바람 바람» (بارام، بارام، بارام)    | جو یون-کیونگ | کارن پول سانی جی. مایسون امیلی وارن                            | سانی جی میسون         | ۳:۲۸  |
| ۴.         | «یه روز»                                  | جو یون-کیونگ | کایکل وودز کوین وایت MZMC اندرو بازی کیانا لده یینت کلودت مندز | رایس اند پیز          | ۳:۳۰  |
| ۵.         | «سیرک»                                    | جو یون-کیونگ | دنیز جام آلیسون کاپلان لمون)                                   | دنیز جام              | ۳:۵۴  |
| ۶.         | «چیزی جدید» (نسخهٔ بی‌کلام)                 |              | دم جوینتز میسی مالوی رایان اس. جوهون                           | دم جوینتز یو یانگ-جین | ۲:۵۹  |
| مجموع مدت: | مجموع مدت:                                | مجموع مدت:   | مجموع مدت:                                                     | مجموع مدت:            | ۲۰:۵۳ |

## نمودار
| جدول (۲۰۱۸)            | بالاترین جایگاه |
| ---------------------- | --------------- |
| آلبوم‌های کره‌ای (گائون) | ۳               |

| جدول (۲۰۱۹)            | جایگاه |
| ---------------------- | ------ |
| آلبوم‌های کره‌ای (گائون) | ۶۳     |

## تاریخ انتشار
| منطقه     | تاریخ        | قالب بندی           | برچسب             | منبع  |
| --------- | ------------ | ------------------- | ----------------- | ----- |
| کره جنوبی | ۱۸ ژوئن ۲۰۱۸ | سی‌دی دانلود دیجیتال | اس.ام. انترتینمنت | [ ۷ ] |
| مختلف     | ۱۸ ژوئن ۲۰۱۸ | بارگیری دیجیتالی    | اس.ام. انترتینمنت | [ ۸ ] |